# Вулиця Героїв Пожежників
Вулиця Героїв Пожежників — вулиця у Богунському районі Житомира, на Мальованці. Названа на честь пожежників; на вулиці розміщується одна з пожежних частин міста.

## Розташування
Розташована на Мальованці, у тому числі початок вулиці — на Закам'янці.

## Історія
Траса вулиці формувалася протягом кінця ХІХ сторіччя — першої половини ХХ століття відповідно до запроєктованої конфігурації генеральним планом міста середини ХІХ століття, яким передбачалася радіально-кільцева структура вулиць. Остаточно вулиця сформувалася у 1950-х роках.
Історична назва вулиці — Ровенська вулиця, що була відома з кінця ХІХ століття. У 1930-х роках перейменована на вулицю Фурманова.
Станом на 1915 рік, Ровенська вулиця пролягає у передмістях Закам'янка (до вулиці Симона Петлюри) Мальованка (від вулиці Симона Петлюри).
Значна частка садибної забудови вулиці сформувалася до Другої світової війни. У 1950 — 1960-х роках первинна садибна забудова остаточно сформувалася. Багатоповерхова забудова наприкінці вулиці здійснювалася у 1990-х роках.
Рішенням сесії Житомирської міської ради від 28 березня 2008 року № 583 «Про затвердження назв топонімічних об'єктів у місті Житомирі» для об'єкту було затверджено назву вулиця Героїв Пожежних.
Неодноразово у 2019 та 2022 роках міська рада розглядала питання зміни назви на вулиця Героїв Пожежників.
Рішенням сесії Житомирської міської ради від 15 грудня 2022 року № 665 «Про перейменування топонімічних об'єктів м. Житомира» вулицю перейменовано на Героїв Пожежників.